# René Higuita
José René Higuita Zapata, kolumbijski nogometaš, * 27. avgust, 1966, Medellín, Kolumbija.
Zapata je večji del kariere branil za klub  Atlético Nacional v kolumbijski ligi, krajši čas pa tudi za klube Real Valladolid, Veracruz, Independiente Medellín, Real Cartagena, Atlético Junior, Deportivo Pereira, Aucas, Bajo Cauca, Guaros in Deportivo Rionegro. V letih 1991 in 1994 je osvojil naslov kolumbijskega državnega prvaka, leta 1989 je osvojil naslov prvaka Copa Libertadores, leta 1995 pa naslov podprvaka. Leta 1990 je osvojil naslov prvaka Copa Interamericana, leta 1989 pa naslov podprvaka v Medcelinskem pokalu.
Za kolumbijsko reprezentano je odigral 68 tekem, na katerih je dosegel osem golov. Nastopil je na svetovnem prvenstvu leta 1990 in na prvenstvih Copa América v letih 1991, 1995 in 1999. Leta 1995 je z reprezentanco osvojil tretje mesto.